# Per Amore
Per Amore é um álbum de estúdio com canções em italiano e em napolitano da cantora brasileira Zizi Possi (décimo quarto ao todo), lançado em 1997.
Projetado como uma homenagem aos avós da cantora, para o seu feito, foi realizada uma pesquisa intensa sobre as várias tendências da música italiana, até chegar a seleção de faixas definitiva. Possi revelou: "Comecei a escolher o repertório em uma tentativa de homenagear meus avós, que vieram da Itália. Aos poucos, tinha em mãos material para mais de dez discos". Dori Caymmi colaborou nos arranjos de orquestra.
Para promoção, foi feita uma turnê que passou por diversas cidades brasileiras. A direção foi de seu irmão, José Possi, e o repertório incluía dezenove canções napolitanas e clássicos da música italiana.
Inicialmente, o show havia sido montado para uma orquestra de 22 músicos, mas a limitação de patrocínio o reduziu a uma banda formada por quatro músicos, incluindo um clarinetista e um tecladista.
Além das músicas do disco, quatro canções foram adicionadas ao set list, devido a grande demanda, as faixas foram gravadas em estúdio para serem incluídos em Passione, de 1998, a cantora disse: "Havia quatro músicas no show que não estavam no disco, e pediam-me que eu as gravasse. Não que esses pedidos não acontecessem antes, mas a qualidade da emoção dessas pessoas era impressionantemente bonita".
De acordo com a revista Billboard, as vendas superaram 800 mil cópias, tornado-se o disco mais vendido de seu catálogo. Em entrevista no programa de TV, O Som do Vinil, do Canal Brasil, revelou ao pesquisador e músico Charles Gavin que foi a primeira vez em que realmente ganhou dinheiro com um álbum, uma vez que, de acordo com ela, nunca foi uma grande vendedora de discos.
A organização Pro-Música Brasil (PMB) (anteriormente Associação Brasileira dos Produtores de Discos (ABPD)), o certificou com dois discos de platina, e a versão em DVD, ganhou um disco de ouro.

## Lista de faixas
- Créditos adaptados do CD Per Amore, de 1997.[4][10]

| N.º | Título                                  | Compositor(es)                                               | Duração |  |
| 1.  | "Abertura: Lacreme napulitane / Vurria" | L. Bovio, F. Buongiovanni / F. Rendine - Alberto Pugliese    | 5:12    |  |
| 2.  | "E Chiove"                              | Giuseppe Amoruso, S. Cirillo                                 | 3:51    |  |
| 3.  | "Pace e Serenità"                       | Pino Daniele, Giuseppe Daniele                               | 2:38    |  |
| 4.  | "'Na musica / Dicitencello vuie"        | Alberto Pugliese, Domenico Modugno / E. Fusco, R. Falvo      | 4:44    |  |
| 5.  | "Caruso"                                | Lucio Dalla                                                  | 4:53    |  |
| 6.  | "Senza fine"                            | Gino Paoli                                                   | 5:15    |  |
| 7.  | "Scapricciatiello mio"                  | Ferdinando Albano, Pacifico Vento                            | 4:02    |  |
| 8.  | "Torero"                                | Renato Carosone, A. Hoffman, D. Manning, N. Salerno          | 3:03    |  |
| 9.  | "A vucchella / Tu si' 'na cosa grande"  | F.P. Tosti, Gabriele D'Annunzio / R. Gigli, Domenico Modugno | 4:44    |  |
| 10. | "Ho capito che ti amo"                  | Luigi Tenco                                                  | 2:38    |  |
| 11. | "Per amore"                             | Mariella Nava                                                | 4:20    |  |
| 12. | "'Na musica / O paese d'o sole"         | Alberto Publiese, Domenico Modugno / L. Bovio, V. D'Annibale | 5:48    |  |

## DVD
Em 1998 foi lançado o DVD do show Per Amore Ao Vivo.

### Lista de faixas
- Créditos adaptados do DVD Per Amore, de 2000.[12]

| N.º | Título                                  | Duração |  |
| 1.  | "Abertura: Lacreme napulitane / Vurria" |         |  |
| 2.  | "E Chiove"                              |         |  |
| 3.  | "Pace e Serenità"                       |         |  |
| 4.  | "'Na musica / Dicitencello vuie"        |         |  |
| 5.  | "Caruso"                                |         |  |
| 6.  | "lo Che Amo Solo Te"                    |         |  |
| 7.  | "Senza fine"                            |         |  |
| 8.  | "Scapricciatiello mio"                  |         |  |
| 9.  | "Torero"                                |         |  |
| 10. | "lo, Màmmeta e tu"                      |         |  |
| 11. | "A vucchella / Tu si' 'na cosa grande"  |         |  |
| 12. | "Ho capito che ti amo"                  |         |  |
| 13. | "Malafemmena"                           |         |  |
| 14. | "Per amore"                             |         |  |
| 15. | "'Na musica / O paese d'o sole"         |         |  |
| 16. | "Core'ngrato"                           |         |  |
| 17. | "Per amore"                             |         |  |
| 18. | "Per amore" (Videoclipe)                |         |  |
| 19. | "L'Aurora" (Videoclipe)                 |         |  |

## Tabelas

### Tabelas anuais
| Tabela musical (1997) | Posição |
| --------------------- | ------- |
| Brasil (Nopem)        | 26      |

## Certificações e vendas
| País          | Disco específico | Certificação | Vendas  |
| ------------- | ---------------- | ------------ | ------- |
| Brasil - ABPD | CD               | 2× Platina   | 800.000 |
| Brasil - ABPD | DVD              | Ouro         | 25.000+ |